# 쇠검은머리흰죽지
쇠검은머리흰죽지는 기러기목 오리과에 속하는 새이다.

## 생김새
검은머리흰죽지에 비해 작다. 수컷은 전체적으로 검은머리흰죽지와 유사하지만 머리 뒤쪽에 매우 짧게 돌출된 깃이 있다. 비행할 때 날개 윗면의 흰색이 둘째날개깃에만 한정되어 있다. 암컷은 검은머리흰죽지와 구분이 어렵고 부리 기부의 흰색이 검은머리흰죽지보다 좁다.

## 생태
캐나다 서부에서 중부, 미국 서부 쪽에서 번식하고 미국 남부, 서인도제도 등에서 월동한다. 한국에서 2014년에 강릉 경포호에서 수컷 1개체가 관찰된 기록이 있는 길잃은새(미조)이다.

무리를 이루어 호수, 연못, 넓은 강 등에서 서식하고 조개, 어류, 수생식물 등을 먹는다. 
1. ↑  유형재. “경포에서 관찰된 국내 미기록종 오리”. 2023년 11월 19일에 확인함.